# Assoluto Racing
『Assoluto Racing』（アソルト レーシング、通称: ARなど）は、Infinity Vector（インフィニティ ベクトル）が2016年より開発、運営しているスマートフォン、タブレット向けのレースシミュレーションゲーム。

## 概要
本作は、Unityを用いた物理エンジンが搭載されており、現実志向のモバイル向けレースアプリとなっている。

グリップ走行に特化したサーキット(12コース)、ドリフト走行に特化したオープンコース及び峠(12コース)、ダート走行が可能なラリーコース(4コース)、全28コースが収録されている。

Ver.2.12.13時点でディーラーで販売されている83車種、｢EXOTIC IMPORT｣（エキゾチック インポート）と呼ばれるガチャで入手できる66車種、その他の報酬で入手できる7車種の全165車種が入手できる。ほとんどの車種ではボディーカラーやホイールカラーの変更、ホイールの交換が可能である。カラーやホイールはシングルプレイの達成度報酬または「EXOTIC IMPORT」で入手することができる。

個人でタイムトライアルやドリフトポイントで高得点を狙うシングルプレイと、クイックレースやクイックドリフトによる対戦や最大10人まで入ることのできるカスタムロビー作成できるマルチプレイがあり、特定の車両でタイムやドリフトポイントを競うイベントが毎週開かれている。

ゲーム内通貨として「Cr」「ゴールド」「トークン」が存在し、コース完走やタイム、ドリフトポイントに応じて与えられる。車両の購入やカスタマイズ、車両を保管するガレージの購入、｢EXOTIC IMPORT｣の費用として使用する。

ユーザーインターフェースは黒を基調としており、モダンなデザインとなっている。

BGMはEDM調になっており、コースに入ってプレイしている間は流れない仕様になっている。

インディーズゲームであるため不安定な部分が多く、内装が収録されている車種が一部に限られるなど、粗削りな所も散見される。

しかし、セッティングの自由度が高く、キャンバー角をはじめタイヤ空気圧や前後ブレーキバランス、ギア比などの変更も可能であり、チューニングによってタイムの短縮やドリフトポイントの高得点を目指すことができる。

ゲーム開始時にアカウントを作成することになっており、メールアドレスとプレイヤーID、パスワードを登録する必要がある。セーブデータはサーバー側に保存されており、ゲーム起動中はオンライン状態でなければデータセーブが不可能となっている。他の端末でAssoluto Racingをダウンロードした際はIDとパスワードを入力してログインすることでデータを共有できるようになっている。
また、実在するカスタムカーも多数収録されており(『EXOTIC IMPORT』にて記載)、車好きを喜ばせるゲームとなっている。

### 操作
ボタン操作、ジャイロ(加速度計)操作、仮想ハンドル操作がある。また、Bluetoothゲームコントローラーを接続、使用することもできる。
また、操作性の向上を狙ってか、ステアリング角が自動で微調整されている(走行前セッティング画面“パワーステアリング”にて強さを変更でき、0にすることも可能)。

### ゲームモード
シングルプレイ
カスタムレース
6種類のコースとラップ数、対戦相手のAIを1~5台設定してレースを行う。スタートはカウントダウンと同時に自動で行われ、カウントダウンの終了後から操作ができる。ゴール後はプレイヤーの車もAIによって操作が行われる。レース報酬に順位別の報酬が加算されるが、AIの動きは不安定になっている。
ドライビングスクール
ライセンステストを受けることができる。初級、中級、上級の3クラス、各10テスト用意されている。(2021/08/03時点ではオールゴールド可能。)
ストックレース
プレイヤーのチューニングに関係なく、フルノーマル（吊るし）の状態でタイムアタックを行う。ラップは1周固定。ローリングスタートとなる。
タイムアタック
プレイヤーのチューニングが適用された車でタイムアタックを行う。ラップは1 - 10周の間で任意に設定できる。グリッドスタートとなる。
ドリフトポイント
ドリフト走行をし、より多くのポイントを獲得するモード。時間は5分（峠のみ2分30秒）。
ラリー
ラリーコースのタイムアタックを行うモード。なお、このモードではグラベルタイヤを装着することが推奨される。装着していない場合、その場で購入できる（強制ではない）。
フリーラン
任意のコースを自由に走行できるモード。

イベント
毎週イベントが開催される。レギュラーレース、レギュラードリフト、スペシャルイベントの3種類。(スペシャルイベントは他2つのイベントが開催された2日後ほどに開催される。)
ランキング上位になるほど、獲得できる報酬が増える。参加するだけでも、参加報酬として3000cr+5トークンがもらえる。
マルチプレイ
世界中の人と対戦したり、ミーティングをしたりできる。全モードでチャットを使用できる。
蛇足だが、プレイヤー同士の車は衝突せず通り抜けるようになっているので、ミサイル行為に遭うことはない。
クイックレース
クラスごとランダムに選ばれたプレイヤー2人〜4人(自分含め)と競争する。コースはランダムで、2周する。
クイックドリフト
クラス関係無しにランダムに選ばれたプレイヤー2人〜4人(自分含め)とドリフトポイントを競う。ただし、特定のコースになると操作不能のバグに陥るため、その時はさっさと抜けてもう一度試してみよう。
※マルチプレイによるクイックドリフトは、駆動方式による制限が設けられており、FF車以外が参加可能となっている。
カスタムロビー
自由に部屋を作ったり、入室したりできる。任意でパスワードを設定し、身内のみの入室にすることも可能である。人数は2人〜10人。

### ゲーム内通貨
Cr、ゴールド、トークンの3種類がある。
Cr (クレジット)
ゲーム内の一般通貨。レース報酬、イベント報酬のほか、ログインボーナスで入手できる。
ゴールド
有償通貨。通常のレース報酬では入手できない。シングルプレイの進捗状況(カスタムレース、フリーラン除く)、イベント報酬、ログインボーナスで入手できる。また、動画広告を1回視聴するごとに1ゴールドを獲得できる。また、アップデートが近くなったり、運営のご厚意により、不定期にゴールドを獲得することができる。
一部の車(日産 スカイラインGT-R R32、R34、ハードトップ 2000 GT-R、マツダ FD3S RX-7、RUF CTR“Yellow Bird”、スバル インプレッサ 22B-STiバージョンなど他多数、コイン車は注あり)はコインでのみ購入できる。
トークン
ログインボーナス、イベントでのみ獲得可能な特別通貨。
トークンでのみ入手可能な特別な車(ルノー メガーヌ R.S.Trophy-R、日産 フェアレディZ プロトタイプ、トヨタ 86 Race Specなど他多数、下記に記載)を「TOKEN EXCHANGE(トークン エクスチェンジ)」で入手できる。

### カスタマイズ
カラーの変更やホイール交換、チューニング、スタンスの設定が行える。また、一部チューニング及び車高、キャンバー角度、オフセットの変更を行うことのできない車種が存在する。愛車のエクステリアからエンジンチューンに至るまで幅広いカスタマイズが可能。
ペイント
ボディ、ホイール、ブレーキキャリパーの色が変更できる。EXOTIC IMPORTで追加される特別塗装色も存在する。
ホイール
ホイールの交換ができる。EXOTIC IMPORTでも入手可能。
チューニング
ブレーキ、ミッション、サスペンション、マフラー、エンジン、ターボ、スーパーチャージャー、タイヤ、車両重量の段階的なアップグレードが行える。
エンジン、ターボ、軽量化の3つはクラスが変わる可能性がある。
スタンス
主に足回りの設定が行える。
ストック状態だとタイヤの空気圧のみ設定が可能だが、サスペンションをアップグレードすると車高、キャンバー角度、オフセットの設定が可能になる。
ホイールを交換すると、ホイールサイズの変更が可能になる。

## 収録車種
2025年3月6日現在、Cr、ゴールドで購入できるディーラー車と、EXOTIC IMPORTで入手できるガチャ車、トークンで入手できるトークン車、広告閲覧回数報酬、課金による段階的プレゼントで手に入る車がある。
購入時にはメーカー別とクラス別で選択でき、クラス別の場合は性能の低い方から順にF・D・C・B・A・S・S+・Xの8段階で分類されている。

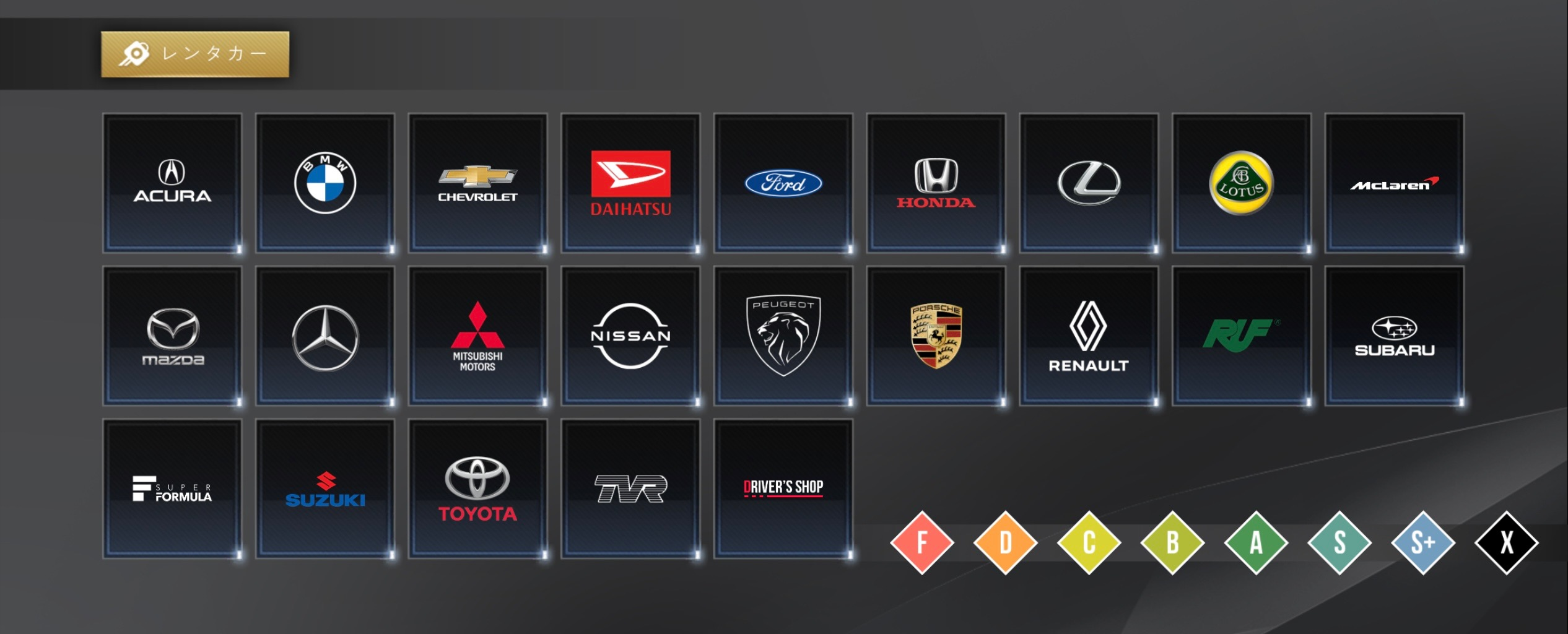
v2.18.9時点でのディーラー画面。

### ディーラー車
- Acura
  - NSX ‘17 [注 5]

- BMW
  - M3 (E30) ‘85
  - M1 (E26) ‘78 [注 5]
  - M3 (E36) ‘93
  - M3 (E46) ‘00
  - M2 (F87)（英語版） ‘15
  - M3 (E92) ‘07
  - M4 (F82) ‘14 [注 5]
  - M5 (E60)（英語版） ‘05
  - M6 Competition（F13）'16
  - M8 Competition（F92）'19 [注 5]

- Chevrolet
  - Camaro SS ‘69
  - Camaro SS ‘16
  - Corvette C3 Stingray LT1 ‘70
  - Corvette C7 Stingray Z06 ‘14 [注 5]

- Ford
  - Focus RS ‘17
  - Mustang GT ‘18
  - Mustang GT '24
  - Mustang Boss 429（英語版） ‘69 [注 5]
  - GT40 ‘64 [注 5]

- Honda
  - Civic SiR Ⅱ (EG6) ‘95
  - Civic TypeR (EK9) ‘97
  - Integra TypeR (DC5) ‘01
  - Integra TypeR(DC2) '98
  - CR-X SiR ‘89
  - S2000 ‘04
  - Civic TypeR (FK8) ‘17 [注 5]
  - NSX TypeS-Zero ‘97
  - NSX-R ‘02 [注 5]

- LEXUS
  - LFA ‘10 [注 5]

- Lotus
  - Elise 250 cup ‘16
  - Exige Sports 350 ‘16
  - 3-Eleven ‘16 [注 5]

- Mazda
  - MX-5 ‘95
  - MX-5 ‘16
  - RX-7 FC3S ‘89
  - Mazdaspeed RX-8 ‘04
  - Enfini RX-7 FD ‘98 [注 5]

- Mercedes Benz
  - AMG C63 S (W205) ‘15
  - AMG GT S (C190) ‘15
  - 190E 2.5-16 Enolution II (W201) ‘90 [注 5]
  - SLS AMG (C197) ‘10 [注 5]

- Mitsubishi
  - Eclipse GSX ‘94
  - GTO ‘94
  - Lancer Evo III ‘95 [注 5]
  - Lancer Evo VI ‘99
  - Lancer Evo VIII ‘03
  - Lancer Evo IX ‘05
  - Lancer Evo X ‘07

- Nissan
  - Silvia K's (S13) ‘89
  - Silvia Aero (S14) ‘98
  - Silvia (S15) ‘99
  - 180SX Type X (RPS13) ‘96
  - Fairlady Z (Z33) ‘03
  - 370Z ‘09
  - Fairlady Z432 (S30) ‘69
  - Skyline Hardtop 2000 GT-R ‘70 [注 5]
  - Skyline GT-R (R32) ‘89 [注 5]
  - Skyline GT-R (R33) ‘95
  - Skyline GT-R V.Spec 2 (R34) ‘00 [注 5]
  - GT-R (R35) ‘07
- PEUGEOT
  - RCZ Limited Edition  ‘10
  - 308 R Hybrid ‘15
- Porsche
  - 911 Turbo(930) '83
  - Taycan Turbo S '19[注 5]
- RENAULT
  - Clio R.S. ‘16
  - 5 Turbo ‘80
  - Zoe e-Sport Concept '17
- RUF
  - CTR ”Yellowbird” ‘87 [注 5]
  - CTR2 ‘95
  - Rt 12 R（英語版） ‘11[注 5]
- Subaru
  - BRZ ‘17
  - IMPREZA WRX STi ‘04
  - IMPREZA WRX STi ‘06
  - IMPREZA WRX STi ‘09
  - IMPREZA 22B-STi Version ‘98 [注 5]
  - S208 NBR CHARRENGE PACKAGE ‘18[注 5]
- Suzuki
  - Swift Sport ‘11
  - Cappuccino ‘91
- Toyota
  - SPURINTER TRUENO GT-APEX (AE86) ‘83
  - HiACE H200 '05
  - 86 ‘12
  - Altezza RS200 ‘98[注 5]
  - MR2 GT-S (SW20) ‘96
  - GR Yaris '20[注 5]
  - Celica GT-Four(ST205) '97
  - Chaser Tourer V ‘96
  - Supra MK3 ‘86
  - Supra RZ ‘97 [注 5]
  - Supra GR ‘19[注 5]
- TVR
  - Tuscan Speed 6（英語版） ‘99
  - Sagaris ‘04
  - Cerbera ‘96 [注 5]

### EXOTIC IMPORT
ガチャ車は、レア度ごとにTire4、Tire5に分かれている。

#### Tire4
- BMW
  - M2 Aero (F87) '15
  - M3 D-spec (E36) ‘93
  - M3 Race Spec (E30) '85

- Chevrolet
  - Camaro ss Rase spec ‘16
  - Camaro Drag car ‘69
- Ford
  - Mustang GT Race Spec‘18
  - Mustang Boss 429 Drag car ‘69
  - Focus RS Time Attack '17

- Honda
  - S2000 Race Tune ‘04
  - NSX TypeS-Zero Aero ‘97
  - CR-X Time attack ‘89
  - Civic SiR Ⅱ(EG6) Time attack ‘95
- Mazda
  - RX-7 FC3S D-spec ‘89
  - Efini RX-7 FD Race spec ‘98
  - RX-8 Aero '04
- Mitsubishi
  - Lancer Evo X Race car ‘07
  - Lancer Evo Aero

- Nissan
  - 180SX Type X D-spec (RPS13) ‘96
  - 370Z D-spec ‘09
  - Skyline Hardtop 2000 GT-R Spec D ‘70
  - Silvia Aero(S14) Drift Tune ‘98
  - Fairlady Z432 Widebody (S30) '69
- PEUGEOT
  - RCZ Race Spec

- RENAULT
  - 5 Turbo Rally car ‘80

- Subaru
  - IMPREZA WRX Race Spec‘06
  - IMPREZA WRX Race Spec ‘09
  - IMPREZA WRX Rally car ‘04
- Suzuki
  - Cappuccino Time attack ‘91
- Toyota
  - SPURINTER TRUENO GT-APEX D-spec (AE86) ‘86
  - 86 Race Spec V2 Aero ‘12
  - Altezza RS200 Drift tune ‘98
  - MR2 GT-S Race Spec (SW20) ‘96
  - Supra MK3 Drag car ‘86
  - Supra RZ D-spec ‘97

#### Tire5
- ADVAN
  - Civic Type-R Time Attack (EK9) '97
  - Lancer Evolution IX Aero '05 advan
  - Fairlady Z Time Attack (Z33) '03
  - Supra RZ Aero '97
- BMW
  - M1 (E26) Race Spec '80
  - M3 Race car (E46) '00
  - M6 Race Car '16
  - M8 Race Car '19
- FALKEN
  - M3 (E92) '07
  - Camaro SS '16
  - Mustang GT '18
  - GT-R (R35) '07
- Ford
  - GT '17
- LIBERTY WALK
  - LB-WORKS Supra[A90]
  - LB-ER34 Super Silhouette SKYLINE
  - LB-WORKS BMW M4
  - LB NationX TOYOTA HIACE
- Lotus
  - T125 [注 6]
- Mazda
  - 787B '91
- McLaren
  - F1 '92
  - P1 '13
  - 720S '17
- Mercedes Benz
  - AMG C63 Black Series '15
  - SAUBER C9 '89
- Mitsubishi
  - Lancer Evolution VI Rally car '99 [注 6]
- Nismo
  - R34 GT-R Z-tune '00
  - R390 GT1 RaceCar '98
  - GT-R (R35)'17
  - GT-R (R35) Special Edition'24
- PEUGEOT
  - 206 Rally car [注 6]
- Porsche
  - 911 GT2 RS 'Weissach Package' '17
  - 918 Spyder 'Weissach Package' '14
  - 718 Cayman GT4 Clubsport '19
  - 911 GT3 RS 'Weissach Package' '18
  - Carrera GT '04
  - 919 Hybrid RaceCar '17 [注 6]
  - 911 RSR '19
  - 917K '70
- RENAULT
  - Megane Trophy
  - RS 01 Race Car
- Rocket Bunny
  - Silvia V1 Aero
  - Pandem R32 Aero
  - Pandem R35 V2 Aero
  - Pandem GT86 V3.5 Aero
- SUZUKI
  - SX4 Rally car [注 6]
- Toyota
  - GR Supra Racing Concept '18
  - TOM's Supra RaceCar '97
  - GT-One RaceCar '98

### トークン車
イベントの報酬やログインボーナスで貰えるトークンという通貨で買える車。
ちなみに不定期でトークン車の一覧が変わる。
- Mazda
  - Eunos Roadster Time Attack '89
- Nissan
  - GT-R(R35) '17
  - Fairlady Z Prototype(RZ34)
  - SILVIA K's Tween Drifters(S13) '89
  - 180SX Tween Drifters(S13) '96
- RENAULT
  - Megane R.S. Trophy-R '20
  - 5 Turbo 3E Concept Car
- Toyota
  - TRD 3000GT
  - Chaser Tourer V D-Spec '96
  - SPRINTER TRUENO Special Edition(AE86) '83
  - 86 Race Spec '12

### その他報酬車
- Nissan Silvia (S15) AR Edition '99 - 動画広告200回視聴ボーナス
- Honda Integra Type-R (DC5) Bonus Edition '01 - 30日間ログインボーナス
- NISSAN J’s S15 - 課金1回目ボーナス
- TOYOTA J’s Supra - 課金3回目ボーナス

## コース
架空のコースのほか、筑波サーキットなどのリアルサーキットや、埠頭などのオープンコースがある。

### 架空のコース
- AR OFFICIAL RACEWAY
- BLUE CITY
- FOREST PATH
  - 通常レイアウト
  - ミディアムレイアウト
  - ロングレイアウト
- ARINES RING
- WARDOLF
- 峠
- 碧山峠
- テストコース
- サークルコース
- スラローム
- 山形サーキット
- TOKYO EXPRESS WAY

### リアルサーキット
- 筑波サーキット
- 富士スピードウェイ
- エビスサーキット
  - エビスドリフトスタジアム
  - エビス北サーキット
  - エビス東サーキット
  - エビススクールコース
  - エビス峠
- スポーツランド山梨
- 名阪Cコース
- ニュルブルクリンク北コース

### オープンコース （架空）
- docks
- air port

### ラリーコース （架空）
- RALLY GREECE
- RALLY FINLAND
- RALLY SWEDEN
- RALLY AUSTRALIA